# 앙골라 해방인민운동
앙골라 해방인민운동-노동당(포르투갈어: Movimento Popular de Libertação de Angola - Partido do Trabalho, MPLA)는 앙골라의 집권당이다. 포르투갈 식민지 전쟁에서 포르투갈군과 맞서 싸웠으며, 앙골라 내전에서는 UNITA, FNLA과 교전했다.

## 같이 보기
- 포르투갈 식민지 전쟁
- 모잠비크 독립 전쟁
- 모잠비크 해방전선